# Kokra
La Kokra est une rivière du nord de la Slovénie qui prend sa source dans les Karavanke et se jette dans la Save.

## Géographie
Elle atteint la Save dans la ville de Kranj, après avoir aussi traversé les communes de Šenčur, de Preddvor, et de Jezersko. La Kokra fait la scission entre la partie occidentale des Alpes kamniques (Storžič) et leur partie centrale (Grintovec).

## Affluents
- Gauche : Murnov graben • Jezernica • Vršnikov potok • Noškarjev graben • Pomejski potok • Mlinščica • Mešenik • Tisovec
- Droite : Reka • Koritarica • Lobnica • Čemšeniški potok • Bistrica • Suha • Bela • Kokrica